# Svinjašnica
Svinjašnica (en serbe cyrillique : Свињашница) est un village de Bosnie-Herzégovine. Il est situé dans la municipalité de Zavidovići, dans le canton de Zenica-Doboj et dans la fédération de Bosnie-et-Herzégovine. Selon les premiers résultats du recensement bosnien de 2013, il compte 63 habitants.

## Démographie

### Évolution historique de la population dans la localité
| 1948 | 1953 | 1961 | 1971 | 1981 | 1991 | 2013 |
| ---- | ---- | ---- | ---- | ---- | ---- | ---- |
| -    | -    | 612  | 561  | 664  | 620  | 63   |

|  |

### Communauté locale
En 1991, la communauté locale de Svinjašnica comptait 1 344 habitants, répartis de la manière suivante :